# Paprsek (tkalcovství)

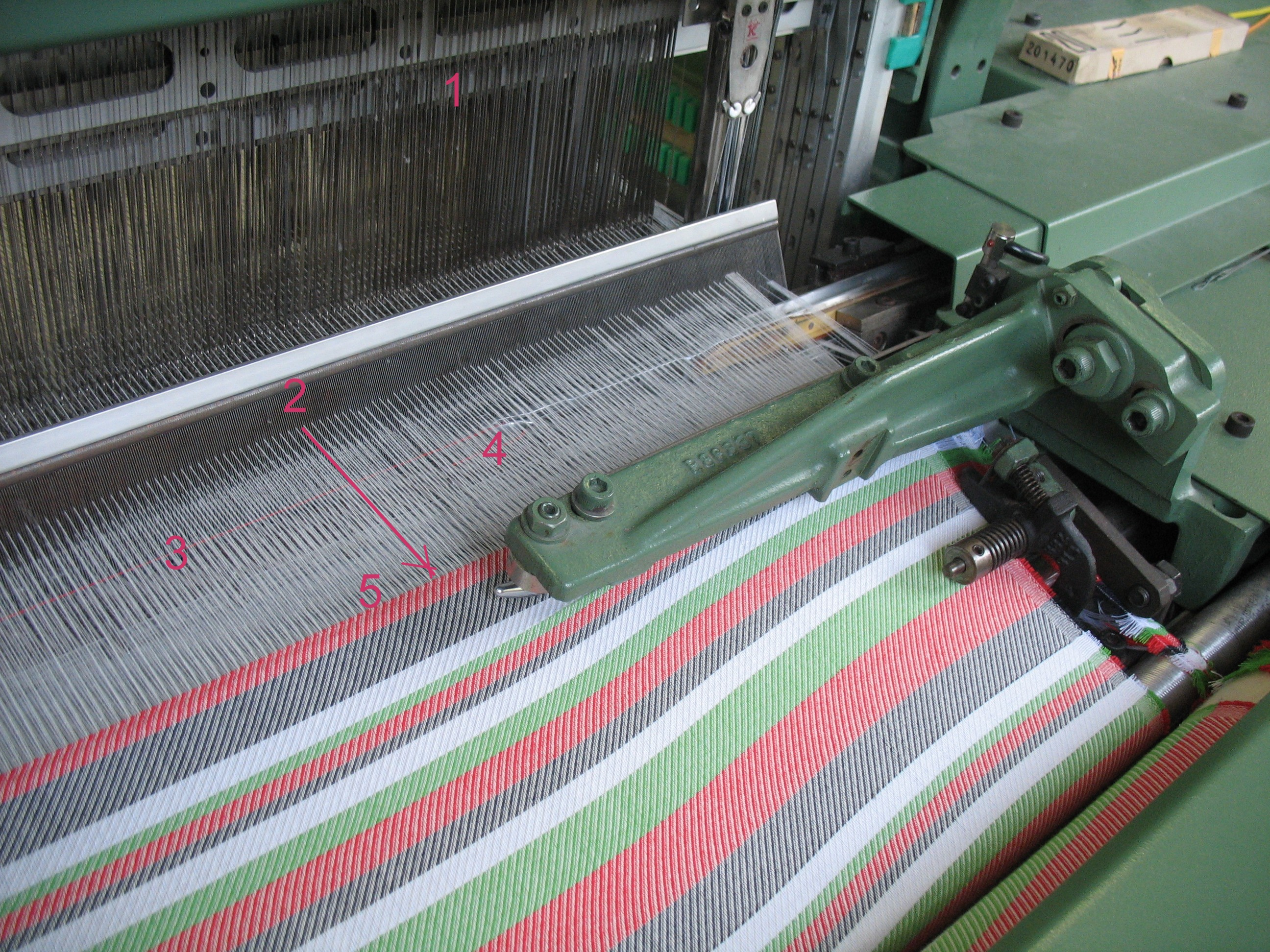
Funkce paprsku na tkacím stroji

Paprsek (anglicky reed, německy Webblatt / Webkamm / Riet) je hřeben upevněný na bidle tkacího stroje, kterým prochází osnovní niti (3). Jak naznačuje snímek vpravo, při každé obrátce tkacího stroje se do trojúhelníkové mezery (prošlupu) mezi paprskem (2) a koncem hotové tkaniny (5) zanáší útková nit (4), kterou paprsek přiráží ke tkanině.

## Konstrukce paprsku

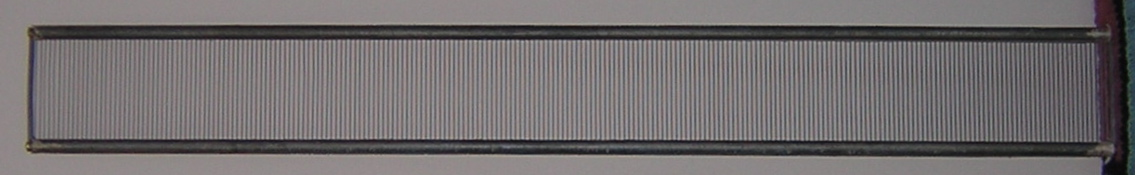
Paprsek s 20 třtinami na 10 cm

Paprsek sestává z kovového 100–280 mm vysokého rámu s šířkou odpovídající pracovní šířce stroje. V rámu jsou zachyceny ocelové dráty – třtiny – s tloušťkou 0,15–1,5 mm. Počtem třtin na 10 cm se udává číslo paprsku (u běžných tkacích strojů mezi 15 a 300) (viz dolní snímek).
Paprsek vykonává spolu s bidlem kývavý pohyb, při kterém se vzdaluje od konce tkaniny (aby se mohl vytvořit prošlup) a po průchodu útku se vrací (příraz útku ke tkanině). Pohyb bidla se přenáší od hlavního hřídele stroje přes vačkový nebo kloubový mechanizmus, u nejrychlejších tkacích strojů se pohyb opakuje více než 25× za sekundu. Paprsek patří k nejchoulostivějším částem stroje, i při precizním zhotovení vzniká v okolí paprsku při tkaní většina přetrhů příze.

## Druhy paprsků

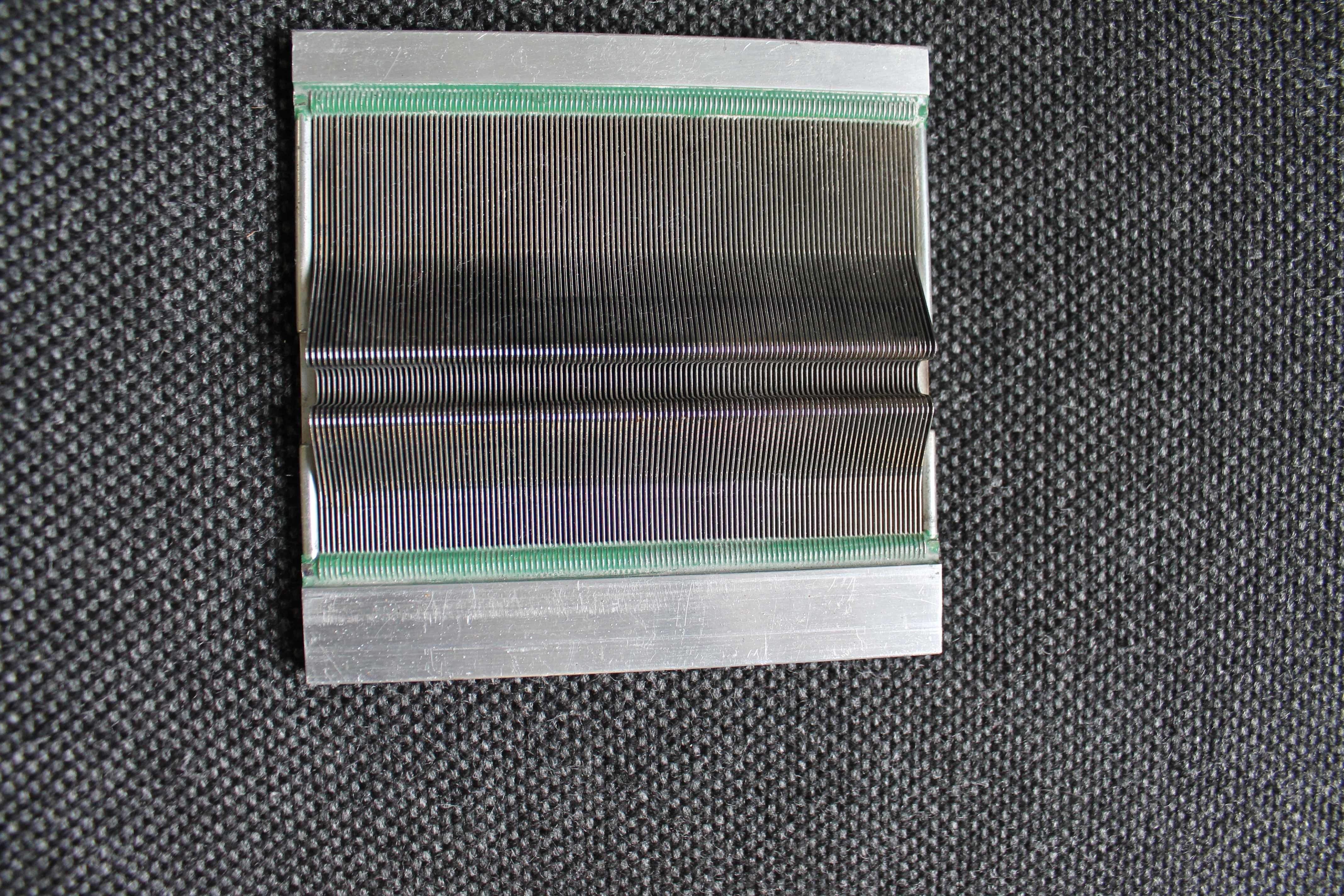
Vzorek tunelového paprsku z pneumatického tkacího stroje

Provedení, upevnění a hustota třtin se přizpůsobuje druhu tkacího stroje a zpracovávaného materiálu. Třtiny jsou zpravidla z nerezavějící válcované oceli, známé jsou například tunelové nebo dvojité paprsky (pro panamovou vazbu tkanin), k upevnění třtin se používá vedle cínu např. pryskyřice nebo vazba vulkanizací.

## Výměna osnovy
Nitě navinuté na osnovním válu tkacího stroje (na běžných strojích 5000–10 000 vedle sebe) se spotřebují zhruba po 100 hodinách práce.
Pokud zůstává vzor tkaniny po zatkání celé osnovy beze změny, navazují se niti nové osnovy na konce dobíhajícího celku zpravidla s pomocí navazovacího stroje.
Při změně vzoru nebo vazby tkaniny se musí nová osnova navádět do listů brda a do paprsku. Listy brda a paprsek se odejmou z tkacího stroje a předkládají naváděcímu stroji. Jednotlivé osnovní nitě se ukládají (manuálně) do naváděcích jehel, které je protahují nitěnkami brda a mezi třtinami („zuby“) paprsku, vedení jehel je řízeno programovou kartou. Stroj může navádět až 140 nití za minutu. Při tkaní s žakárovým ústrojím se musí osnova navádět ručně (asi 30× pomaleji) přímo na tkacím stroji.

## Z historie
Název paprsek se odvozuje z podobnosti řady třtin s paprsky v jejich původním významu.
Paprsky pro ruční tkalcovské stavy nejdříve zhotovovali paprskáři z rákosí. V Čechách byly první dílny na kovové paprsky známé od začátku 19. století. Výroba v Lomnici nad Popelkou byla pak údajně největší svého druhu v Rakousku-Uhersku. Dlouhá léta se vyrábí různé druhy paprsků ve firmě Naveta v Machníně poblíž Liberce. Je to jediná firma v ČR, která se tímto sortimentem zabývá.